# Gancedo (kulle)
Gancedo är en kulle i Antarktis. Den ligger i Västantarktis. Argentina, Chile och Storbritannien gör anspråk på området. Toppen på Gancedo är 500 meter över havet, eller 259 meter över den omgivande terrängen. Bredden vid basen är 1,4 km.
Terrängen runt Gancedo är huvudsakligen kuperad, men söderut är den platt. Havet är nära Gancedo åt sydost. Trakten är glest befolkad. Närmaste befolkade plats är Mendel Polar Station, 18,7 kilometer sydost om Gancedo. 